# 东至县第二中学

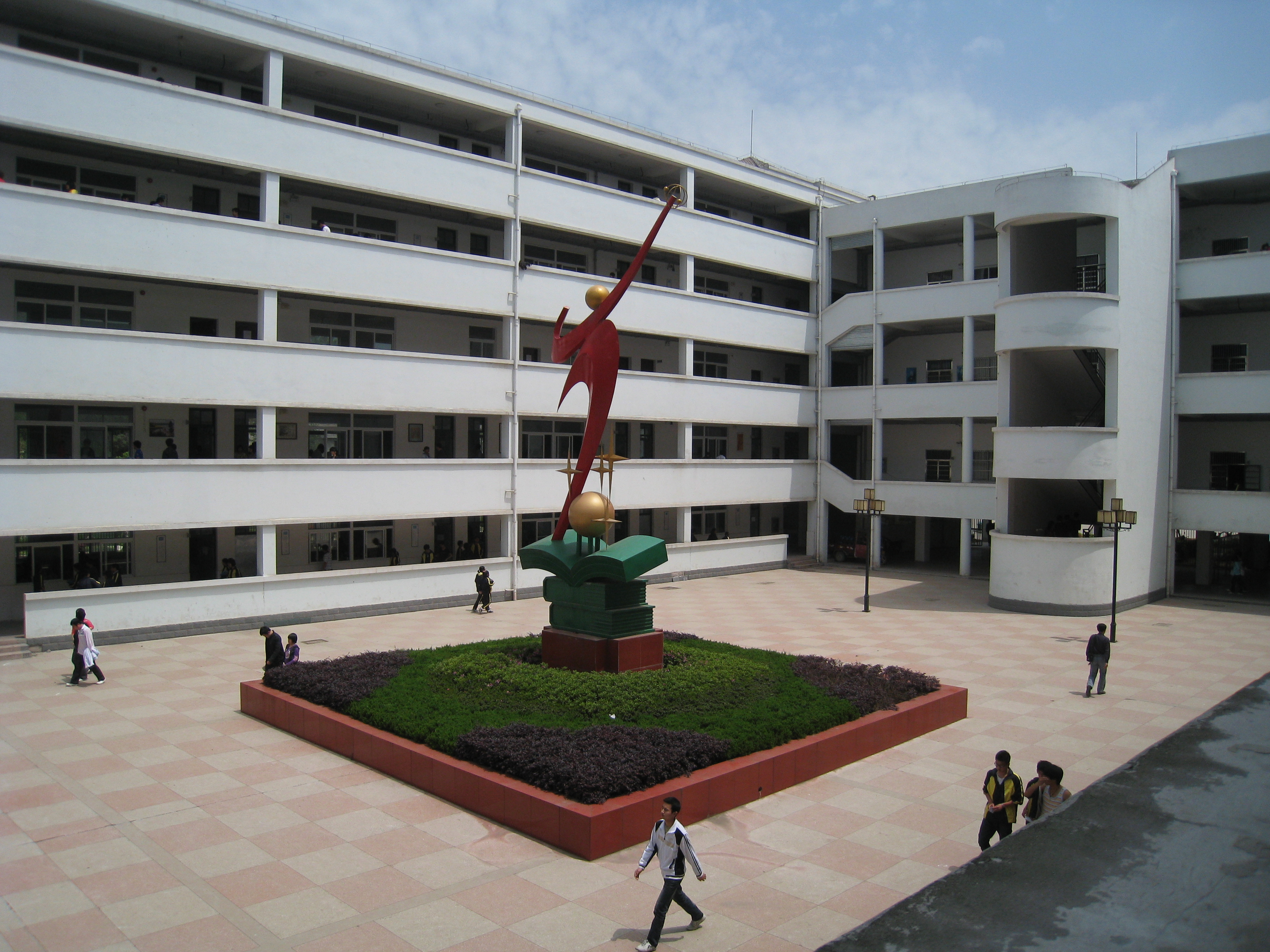
东至二中教学楼内部

東至二中全稱安徽省東至縣第二中學，位于中國安徽省池州市，爲安徽省示范中学、安徽省花園式學校。初中部占地70畝,高中部占地270畝，有教職工317位，學生5200名左右，館藏圖書10萬冊。